# Stefano Rijssel
Stefano Rijssel (26 de marzo de 1992) es un futbolista surinamés. Juega de delantero y su equipo actual es el S.V. Robinhood de la Hoofdklasse de Surinam, es internacional con la selección de Surinam de la que es el segundo máximo goleador histórico detrás de Gleofilo Vlijter.

## Carrera profesional
Rijssel debutó en el SV Leo Victor en 2009 y posteriormente pasó al Inter Moengotapoe antes de emigrar en el 2012 a la TT Pro League, en el W Connection, donde consiguió el doblete Liga-Copa en la temporada 2013-14. Cuando parecía que el jugador tenía todo acordado para emigrar a la MLS, más precisamente al Seattle Sounders, el conjunto Trinitense dio marcha atrás, Rijssel regresó al Inter Moengotapoe que pagó 20 mil dólares por su traspaso, cuando aún le quedaba un año de contrato en el W Connection.
En 2018 Rijssel anunció que jugaría para el club S.V. Robinhood de la primera división de Surinam.

### Clubes
| Club              | País              | Año       |
| ----------------- | ----------------- | --------- |
| SV Leo Victor     | Surinam           | 2009-2011 |
| Inter Moengotapoe | Surinam           | 2011-2012 |
| W Connection      | Trinidad y Tobago | 2012-2014 |
| Inter Moengotapoe | Surinam           | 2014-2018 |
| S.V. Robinhood    | Surinam           | 2018-act. |

## Selección nacional
Es internacional con la Selección de fútbol de Surinam debutando en el 2010. Hasta la fecha ha jugado 32 partidos y marcado 10 goles siendo así el máximo anotador histórico. Disputó las eliminatorias al Mundial de 2014, jugando los seis encuentros de su país en la segunda ronda.

## Palmarés

### Campeonatos nacionales
| N.º | Título                     | Club              | País              | Año / Temporada |
| --- | -------------------------- | ----------------- | ----------------- | --------------- |
| 1   | Hoofdklasse (Surinam)      | Inter Moengotapoe | Surinam           | 2011            |
| 2   | Copa de Surinam            | Inter Moengotapoe | Surinam           | 2012            |
| 3   | Copa Presidente de Surinam | Inter Moengotapoe | Surinam           | 2012            |
| 4   | TT Pro League              | W Connection      | Trinidad y Tobago | 2013-14         |
| 5   | Copa Trinidad y Tobago     | W Connection      | Trinidad y Tobago | 2014            |
| 6   | Hoofdklasse (Surinam)      | Inter Moengotapoe | Surinam           | 2015            |
| 7   | Hoofdklasse (Surinam)      | Inter Moengotapoe | Surinam           | 2016            |